# Settimo Gottardo
Settimo Gottardo (Padova, 25 aprile 1944) è un politico e dirigente d'azienda italiano.

## Biografia
Sindaco di Padova dal 1982 al 1987 per la Democrazia Cristiana, in tale anno si dimise dalla carica dopo essere stato eletto alla Camera dei deputati con circa 75.000 preferenze. Venne confermato a Montecitorio anche alle elezioni politiche del 1992, rimanendo in carica fino al 1994.
Tornato in politica negli anni 2000, divenne segretario regionale veneto dell'UDC. In seguito, abbandonò il partito di Casini per approdare nel Popolo delle Libertà.